# Székelyhodos község
Székelyhodos község (románul: Comuna Hodoșa) község Maros megyében, Romániában. Központja Székelyhodos, beosztott falvai Ehed, Iszló, Jobbágytelke.

## Népessége
A 2011-es népszámlálás adatai alapján a község népessége 1261 fő volt.